# San Eustaquio (título cardenalicio)
El título cardenalicio de San Eustaquio fue creado por el Papa Gregorio I alrededor del año 600. Su actual titular es Rolandas Makrickas.

## Titulares
...
- Gregorio ( 1088 - 1099)
- Gregorio O.S.B. ( 1099 - 1134)
- Vassalus ( 1134 - 1142 o 1143)
- Astaldo degli Astalli ( 1143 - 1150)
- Guido da Crema ( 1150 - 1152) Posteriormente fue el antipapa Pascual III
- Ildebrando Grassi ( 1153 - 1157)
- Pietro di Miso ( 1158 - 1165)
- Ugo Ricasoli ( 1165 - 1182)

...
- Giovanni Felici ( 1188 - 1189)
- Ugolino de Segni (diciembre de 1198 - mayo de 1206), posteriormente fue elegido papa Gregorio IX
- Vacante ( 1206 - 1216 )
- Aldobrandino Gaetani ( 1216 - 1219)
- Vacante ( 1219 - 1227 )
- Rinaldo Conti (18 de septiembre de 1227 - 21 de octubre de 1232), posteriormente fue elegido papa Alejandro IV
- Vacante ( 1232 - 1237 )
- Guy ( 1237 - 1239 )
- Robert Somercotes (1239)
- San Ramón Nonato (1240 - 26 de agosto de 1240)
- Vacante ( 1240 - 1244 )
- Guglielmo Fieschi (28 de mayo de 1244 - 1256)
- Vacante ( 1256 - 1261 )
- Uberto di Cocconato (17 de diciembre de 1261 - 13 de julio de 1276)
- Giordano Orsini (12 de marzo de 1278 - 8 de septiembre de 1287)
- Pietro Colonna (16 de mayo de 1288 - 1298)
- Riccardo Petroni (4 de diciembre de 1298 - 10 de febrero de 1314)
- Vacante ( 1314 - 1317 )
- Arnaldo de Via (20 de junio de 1317 - 24 de noviembre de 1335 fallecido)
- Vacante ( 1335 - 1342 )
- Bernard de la Tour d'Auvergne (20 de septiembre de 1342 - 7 de agosto de 1361)
- Vacante ( 1361 - 1371 )
- Pierre Flandrin (30 de mayo de 1371 - 23 de enero de 1381)
- Francesco Renzio (21 de diciembre de 1381 - 27 de septiembre de 1390)
- Vacante ( 1390 - 1402 )
- Baldassare Cossa (27 de febrero de 1402 - 17 de mayo de 1410), fue elegido antipapa Juan XXIII
- Vacante ( 1410 - 1413 )
- Giacomo Isolani (18 de noviembre de 1413 - 1420), pseudocardinal del antipapa Juan XXIII
- Vacante ( 1420 - 1440 )
- Alberto Alberti (8 de enero de 1440 - 3 de agosto de 1445)
- Vacante ( 1445 - 1456 )
- Jaime de Portugal (17 de septiembre de 1456 - 27 de agosto de 1459)
- Francesco Nanni Todeschini Piccolomini (5 de marzo de 1460 - 22 de septiembre de 1503) Fue elegido papa Pío III
- Alejandro Farnesio (29 de noviembre de 1503 - 15 de junio de 1519), posteriormente fue elegido papa Pablo III
- Vacante ( 1519 - 1534 )
- Paolo Emilio Cesi (5 de septiembre de 1534 - 5 de agosto de 1537)
- Agostino Trivulzio (17 de agosto de 1537 - 6 de septiembre de 1537)
- Cristoforo Giacobazzi título pro illa vice (6 de septiembre de 1537 - 7 de octubre de 1540)
- Guidascanio Sforza (10 de diciembre de 1540 - 9 de marzo de 1552)
- Niccolò Caetani; título pro illa vice (9 de marzo de 1552 - 1 de mayo de 1585)
- Fernando I de Médici (10 de mayo de 1585 - 7 de enero de 1587)
- Filippo Guastavillani (7 de enero de 1587 - 17 de agosto de 1587)
- Alessandro Damasceni Peretti (11 de septiembre de 1587 - 13 de marzo de 1589)
- Girolamo Mattei (20 de marzo de 1589 - 16 de febrero de 1592 ); título pro illa vice (16 de febrero de 1592 - 9 de marzo de 1592)
- Guido Pepoli (9 de marzo de 1592 - 8 de enero de 1596)
- Eduardo Farnesio (12 de junio de 1596 - 13 de noviembre de 1617)
- Andrea Baroni Peretti Montalto (13 de noviembre de 1617 - 11 de enero de 1621)
- Alessandro d'Este (11 de enero de 1621 - 19 de abril de 1621)
- Maurizio di Savoia (19 de abril de 1621 - 16 de marzo de 1626)
- Francesco Boncompagni (16 de marzo de 1626 - 6 de febrero de 1634)
- Hipólito Aldobrandini (6 de febrero de 1634 - 19 de julio de 1638)
- Alessandro Cesarini (28 de julio de 1638 - 25 de enero de 1644)
- Marzio Ginetti (14 de marzo de 1644 - 17 de octubre de 1644)
- Carlos Fernando de Médici (17 de octubre de 1644 - 12 de diciembre de 1644)
- Girolamo Colonna (12 de diciembre de 1644 - 23 de septiembre de 1652)
- Giangiacomo Teodoro Trivulzio (23 de septiembre de 1652 - 21 de julio de 1653)
- Virginio Orsini (21 de julio de 1653 - 6 de marzo de 1656)
- Vincenzo Costaguti (6 de marzo de 1656 - 19 de julio de 1660)
- Lorenzo Raggi (30 de agosto de 1660 - 11 de febrero de 1664)
- Carlo Pio di Savoia iuniore (11 de febrero de 1664 - 14 de noviembre de 1667)
- Friedrich Landgraf von Hessen-Darmstadt (14 de noviembre de 1667 - 12 de marzo de 1668)
- Decio Azzolino iuniore (12 de marzo de 1668 - 15 de febrero de 1683)
- Felice Rospigliosi (12 de enero de 1685 - 1 de octubre de 1685)
- Domenico Maria Corsi (30 de septiembre de 1686 - 3 de diciembre de 1696)
- Vincenzo Grimani (16 de mayo de 1698 - 26 de septiembre de 1710)
- Annibale Albani (2 de marzo de 1712 - 8 de junio de 1716)
- Curzio Origo (1 de julio de 1716 - 20 de marzo de 1726 ); título pro illa vice (20 de marzo de 1726 - 18 de marzo de 1737)
- Neri Maria Corsini (6 de mayo de 1737 - 6 de diciembre de 1770)
- Giovanni Costanzo Caracciolo (12 de diciembre de 1770 - 22 de septiembre de 1780)
- Pasquale Acquaviva d'Aragona (27 de septiembre de 1780 - 29 de febrero de 1788)
- Vincenzo Maria Altieri (10 de marzo de 1788 - 12 de septiembre de 1794)
- Filippo Carandini (12 de septiembre de 1794 - 28 de agosto de 1810)
- Vacante ( 1810 - 1816 )
- Alessandro Lante Montefeltro Della Rovere (29 de abril de 1816 - 14 de julio de 1818)
- Giuseppe Albani (2 de octubre de 1818 - 28 de enero de 1828)
- Vacante ( 1828 - 1832 )
- Ludovico Gazzoli (17 de diciembre de 1832 - 19 de marzo de 1857)
- Teodolfo Mertel (18 de marzo de 1858 - 18 de noviembre de 1881)
- Angelo Jacobini (30 de marzo de 1882 - 2 de marzo de 1886)
- Vacante ( 1886 - 1899 )
- Luigi Trombetta (22 de junio de 1899 - 17 de enero de 1900)
- Vacante ( 1900 - 1914 )
- Michele Lega (28 de mayo de 1914 - 18 de diciembre de 1924); título pro illa vice (18 de diciembre de 1924 - 21 de junio de 1926)
- Carlo Perosi (24 de junio de 1926 - 22 de febrero de 1930)
- Vacante ( 1930 - 1946 )
- Giuseppe Bruno (22 de febrero de 1946 - 10 de noviembre de 1954)
- Fernando Cento; título pro hac vice (12 de marzo de 1959 - 23 de abril de 1965)
- Francis John Brennan (29 de junio de 1967 - 2 de julio de 1968)
- Giacomo Violardo (30 de abril de 1969 - 17 de marzo de 1978)
- Vacante ( 1978 - 1991 )
- Guido Del Mestri (28 de junio de 1991 - 2 de agosto de 1993)
- Vacante ( 1993 - 2001 )
- Sergio Sebastiani; título pro hac vice (21 de febrero de 2001 - 16 de enero de 2024)
- Rolandas Makrickas (desde el 7 de diciembre de 2024)